# Catch a Fire
Catch a Fire é o quinto álbum de estúdio da banda de reggae jamaicana The Wailers, e o primeiro lançado internacionalmente pela Island Records.
Depois de se apresentarem e gravarem no Reino Unido com Johnny Nash, a partida de Nash para os Estados Unidos deixou a banda sem dinheiro suficiente para retornar ao seu país. Eles procuraram o produtor Chris Blackwell, que concordou em adiantar dinheiro para os Wailers voltarem à Jamaica e gravarem um álbum. O álbum incluiu nove canções, duas delas escritas por Peter Tosh e as demais por Bob Marley. Depois que Marley voltou a Londres para apresentar as fitas para Blackwell, o produtor remixou as faixas com as contribuições do músico Wayne Perkins, da Muscle Shoals, que gravou a guitarra de duas faixas por meio de "overdub".
Lançado em 13 de abril de 1973, o álbum trouxe fama internacional para o grupo. As letras de caráter social e militante atraíram muitos ouvintes, além dos temas controversos e uma visão otimista em relação a um futuro livre de opressões. Catch a Fire chegou a #171 e #51 nas paradas da Billboard Pop Albums e Black Albums, respectivamente. É também o álbum #123 na lista dos 500 melhores álbuns de todos os tempos da revista Rolling Stone.

## Gravação
As sessões de gravação para o álbum começaram no início de 1972, em três estúdios de Kingston: Dynamic Sound, Harry J e Randy. Cada faixa foi gravada por todos os membros da banda ao mesmo tempo e no mesmo espaço. O engenheiro Sylvan Morris utilizou uma fita de oito faixas, com as peças da bateria em uma única faixa e o piano e a guitarra na mesma faixa. No inverno de 1972, Marley voltou a Londres para apresentar as fitas-mestre. O acordo com a Island causou uma disputa com a CBS e Sims, com quem a banda já tinha contrato. O caso foi vencido pela primeira, que recebeu nove mil dólares e dois por cento de royalties dos seis primeiros álbuns da banda, e Sims recebeu cinco mil libras e os direitos de publicação das canções de Marley.

O Randy's Studios foi um dos locais usados pelos Wailers para gravação das faixas de Catch a Fire.

Catch a Fire, que é uma gíria jamaicana para "pegando fogo", incluiu muitos músicos de apoio, mas nenhum deles foi creditado no encarte. Wayne Perkins, guitarrista do estúdio Muscle Shoals, que à época gravava um novo álbum dos Smith, Perkins & Smith no Island Studios da rua Basing, foi chamado por Blackwell no início de 1972 para fazer arranjos para Catch a Fire no estúdio de baixo. Perkins, sem saber o que era o reggae, concordou com a proposta e inicialmente fez a guitarra solo, incluindo o arranjo de três oitavas de "Concrete Jungle". Depois de fazer a guitarra base de "Stir it Up", que foi depois regravada pela banda de Nash, Rabbit and the Jungles, em seu álbum I Can See Clearly Now, alcançando a 11ª posição na Billboard Hot 100, ele então voltou para o estúdio para completar o álbum. Rabbit Bundrick tocou em todas as canções em inúmeros teclados, incluindo um sintetizador e uma clavineta. Robbie Shakespeare gravou o baixo de "Concrete Jungle", enquanto o organista Tyrone Downie gravou a mesma faixa e também "Stir it Up". Chris Karen, Francisco Willie Pep e Winston Wright gravaram  percussões, e as vozes femininas foram gravadas por Rita Marley e sua amiga Marcia Griffiths, que já era popular na Jamaica como artista solo e já havia lançado bem sucedidos singles com seu marido Bob Andy. Tommy McCook gravou a flauta.
De acordo com Aston Barrett, "algumas das canções haviam sido gravadas antes, ..., em diferentes estúdios e com diferentes músicos, mas nós demos a elas um tempo certo e trouxemos à tona o seu sentimento". "Baby We've Got a Date (Rock it Baby)" é similar a "Black Bitter", gravada em uma sessão anterior.
As letras das canções falavam sobre a injustiça política com os negros e sobre pobreza, assim como em outros álbuns do grupo. Catch a Fire é sobre "o estado atual da pobreza urbana", e "Slave Driver" "conecta as injustiças do presente às do passado". Mas política não é o tema principal; "Stir it Up", por exemplo, é uma canção de amor.

## Capa
A edição original de 1973 em vinil foi desenhada pelos artistas gráficos Rod Dyer e Bob Weiner, e foi embalada em uma capa que imitava um isqueiro Zippo. A capa funcionava como um verdadeiro Zippo, abrindo-se para revelar o disco. Somente a prensagem original de 20 mil cópias teve a capa do Zippo, pois as prensagens subsequentes receberam uma capa alternativa, desenhada por John Bonis e contendo um retrato de Marley feito por Esther Anderson fumando um cigarro de maconha, e o álbum passou a ser creditado a "Bob Marley and the Wailers". Desde então, cópias do disco da prensagem original se tornaram itens de coleção. A arte da capa original foi reproduzida em 2001 para a edição de luxo em CD.

## Fortuna crítica
| Críticas profissionais | Críticas profissionais |
| Avaliações da crítica  | Avaliações da crítica  |
| Fonte                  | Avaliação              |
| ---------------------- | ---------------------- |
| All Music Guide        | [ 15 ]                 |
| Rolling Stone          | [ 16 ]                 |
| MusicHound             | [ 17 ]                 |
| PopMatters             | Favorável              |
| Robert Christgau       | A                      |
| Virgin                 | [ 17 ]                 |

## Faixas
Todas as faixas escritas e compostas por Bob Marley, exceto onde indicado. 
| Lado A |                                        |                         |         |  |
| N.º    | Título                                 | Compositor(es)          | Duração |  |
| 1.     | "Concrete Jungle"                      |                         | 4:15    |  |
| 2.     | "Slave Driver"                         |                         | 2:54    |  |
| 3.     | "400 Years"                            | Bob Marley / Peter Tosh | 2:45    |  |
| 4.     | "Stop that Train"                      | Peter Tosh              | 3:54    |  |
| 5.     | "Baby We've Got a Date (Rock It Baby)" |                         | 3:55    |  |

| Lado B |                   |                |         |  |
| N.º    | Título            | Compositor(es) | Duração |  |
| 1.     | "Stir It Up"      |                | 5:32    |  |
| 2.     | "Kinky Reggae"    |                | 3:37    |  |
| 3.     | "No More Trouble" |                | 3:58    |  |
| 4.     | "Midnight Ravers" |                | 5:08    |  |

| Faixas bônus |                         |                |         |  |
| N.º          | Título                  | Compositor(es) | Duração |  |
| 1.           | "High Tide or Low Tide" |                | 4:40    |  |
| 2.           | "All Day all Night"     |                | 3:26    |  |